# Bouillabaisse
Bouillabaisse er en fiskesuppe, der stammer fra Marseille i Provence. Den laves af fisk og skaldyr. Suppen er stærkt krydret og kan indeholde porrer, løg, tomater, hvidløg, persille, timian, fennikel, laurbærblade, appelsinskal og stjerneanis. Suppen serveres i en dyb tallerkenen med et stykke ristet brød i bunden. Fiskene og skaldyrene, som er kogt med i suppen alt efter kogetid, serveres til. Bouillabaisse spises med en slags mayonnaise, rouille, af olivenolie, rasp, hvidløg, chili, safran og stjerneanis.

## Fotografier
- Brasiliansk bouillabaisse
- Bouillabaisse med safran